# Jogos do Pacífico
Os Jogos do Pacífico (anteriormente conhecidos como Jogos do Pacífico Sul) é um evento evento multidesportivo, tal como os Jogos Olímpicos (embora em menor escala), com participação exclusiva de países ao redor do Oceano Pacífico Sul e filiados ao Comitê Olímpico da Oceania. É realizada a cada quatro anos e teve sua primeira edição no ano de 1963. A edição mais recente dos Jogos do Pacífico foram realizados em Apia, capital da Samoa, no ano de 2019.
Nove cidades diferentes em seis países e territórios já hospedaram os Jogos do Pacífico. Quatro países organizaram os jogos três vezes: Fiji (1963, 1979 e 2003), Nova Caledónia (1966, 1987 e 2011), Papua-Nova Guiné (1969, 1991 e 2015) e Samoa (1983, 2007 e 2019) . Dois territórios hospedaram os Jogos do Pacífico duas vezes: Polinésia Francesa (1971 e 1995) e Guam (1975, 1999). 
Apenas seis países participaram de todas as edições dos Jogos do Pacífico: Fiji, Polinésia Francesa (Taiti), Nova Caledónia, Papua-Nova Guiné, Tonga e Vanuatu. A Nova Caledónia dominou doze das quinze edições dos Jogos do Pacífico, Papua-Nova Guiné obteve a maior quantidade de medalhas de ouro em duas edições e Fiji, uma. 

## História

### Conceito
A ideia de realizar os Jogos do Pacífico Sul se originou com o Dr. A. H. Sahu Khan, que foi um dos representantes de Fiji em uma reunião da Comissão do Pacífico Sul realizada em Rabaul, em1959. A ideia foi aceita e levou a uma reunião de nove Territórios, realizada em Nouméa, em março de 1961, que concedeu a Fiji a honra de sediar os primeiros Jogos.

### Criação
Em 1962, a Comissão do Pacífico Sul fundou o Conselho dos Jogos do Pacífico Sul, com os primeiros jogos realizados em Suva, Fiji. Nos 40 anos seguintes, os Jogos foram realizados em 12 países e territórios da região. Inicialmente, os Jogos foram realizados em intervalos de três anos e posteriormente expandidos para o intervalo de quatro anos.
Como consequência da colonização europeia do Pacífico desde o início do século XVIII, muitas nações que participaram dos primeiros Jogos (em 1963) estavam sob domínio predominantemente britânico ou francês. Compreensivelmente, isso gerou uma certa confusão na medida em que as bandeiras britânicas e francesas e os hinos nacionais dominavam os procedimentos e ocasionalmente eram usados em conjunto para os países vencedores.
Samoa Ocidental (Atual Samoa) era o único país com uma bandeira e um hino de sua soberania, pois era a única nação insular independente que participava naquele momento. Com o passar do tempo, as nações incipientes gradualmente alcançando a soberania de seus próprios procuraram se livrar de seu passado colonial e surgiram novos hinos e bandeiras nacionais. No entanto, o inglês e o francês continuam sendo os idiomas oficiais dos Jogos.
Como outros eventos esportivos, os Jogos do Pacífico Sul experimentaram algumas controvérsias. Uma disputa menor que ainda continua hoje é o reagendamento de eventos que caem em um domingo. Em todo o Pacífico, o sábado cristão continua a ser muito importante (eventos esportivos ou atividades semelhantes são ilegais em Tonga, por exemplo) e o reagendamento nesse momento seria desaprovado. Os próprios acontecimentos também foram afetados por sensibilidades religiosas, principalmente o voleibol de praia, onde o uniforme oficial de biquínis para mulheres foi forçado a dar lugar a roupas mais conservadoras. No entanto, outras nações maiores na região ou aquelas ligeiramente associadas a estados mais seculares (por exemplo, Ilhas Cook (Nova Zelândia), Samoa Americana (Estados Unidos) e Polinésia Francesa (França)) são mais moderadas a este respeito.
Outros eventos globais e regionais também influenciaram e moldaram a história dos Jogos. Em 1995, o ano em que Papeete, Taiti, hospedou os Jogos, muitos países tomaram a decisão de boicotar como um protesto direto nos testes nucleares franceses no Pacífico. Os Jogos, no entanto, voltaram para a quase total participação regional no próximo evento em 1999, realizado em Guam.
O primeiro objetivo do Conselho dos Jogos do Pacífico, de acordo com sua Carta, é:
"Criar vínculos de amizade e irmandade entre pessoas dos países da região do Pacífico através de troca esportiva sem qualquer distinção quanto à raça, religião ou política".
Os Jogos foram iniciados para promover e desenvolver o esporte entre as nações e os povos do Pacífico Sul. Após cinquenta anos de existência, a Comissão do Pacífico Sul mudou seu nome para a "Secretaria da Comunidade do Pacífico" em 1998.

### Jogos Modernos
Os Jogos do Pacífico Sul de 2003, realizados em Suva, Fiji, viu pela primeira vez a introdução de um programa completo de 32 esportes. Esse programa incluiu esportes que são sinônimos da região do Pacífico, bem como esportes que têm uma participação limitada e geralmente não estão bem estabelecidos.
Um forte pacote de patrocínio corporativo, o primeiro para os jogos, permitiu aos organizadores trabalhar com uma mão livre para seus objetivos de tornar os jogos um sucesso. Uma campanha colorida e eficaz de mídia e publicidade gerou muito interesse e entusiasmo entre o público em Fiji. Escolas e grupos de jovens participaram de programas interativos, como o programa de adoção de um país, também o primeiro para os jogos.
Os Jogos do Pacífico de 2007 foram hospedados em Apia, Samoa. Eles foram a 13.ª edição a ocorrer desde 1963. Em contraste com os Jogos Olímpicos que se espera que gerem renda para o país anfitrião, os Jogos do Pacífico de 2007 deveriam deixar a dívida de 92 milhões de dólares para Samoa, principalmente como resultado das despesas em projetos de infraestrutura em grande escala, como pontes e estradas.
Não obstante potenciais dívidas, cinco países (Papua Nova Guiné, Vanuatu, Ilhas Salomão, Tonga e Samoa Americana) lançaram candidatura para sediar os Jogos do Pacífico de 2015. No entanto, o aumento do custo (supostamente superior a 1 bilhão de dólares) e a carga logística para sediar os jogos continuam a ameaçar as capacidades dos países para hospedar o evento.

## Edições
| Ano  | Jogos | Sede         | Nação              | Época                         | Atletas        | Nações | Esportes | Maior medalhista |
| ---- | ----- | ------------ | ------------------ | ----------------------------- | -------------- | ------ | -------- | ---------------- |
| 1963 | I     | Suva         | Fiji               | 29 de agosto – 8 de setembro  | 646            | 13     | 10       | Fiji             |
| 1966 | II    | Nouméa       | Nova Caledónia     | 8–18 de dezembro              | 1200           | 14     | 12       | Nova Caledónia   |
| 1969 | III   | Port Moresby | Papua-Nova Guiné   | 13–23 de agosto               | 1150           | 12     | 15       | Nova Caledónia   |
| 1971 | IV    | Papeete      | Polinésia Francesa | 25 de agosto – 5 de setembro  | 2000           | 14     | 17       | Nova Caledónia   |
| 1975 | V     | Tumon        | Guam               | 1–10 de agosto                | 1205           | 13     | 16       | Nova Caledónia   |
| 1979 | VI    | Suva         | Fiji               | 28 de agosto – 8 de setembro  | 2672           | 19     | 18       | Nova Caledónia   |
| 1983 | VII   | Apia         | Samoa Ocidental    | 5–16 de setembro              | 2500           | 15     | 13       | Nova Caledónia   |
| 1987 | VIII  | Nouméa       | Nova Caledónia     | 8–20 de dezembro              | 1650           | 12     | 18       | Nova Caledónia   |
| 1991 | IX    | Port Moresby | Papua-Nova Guiné   | 7–21 de setembro              | 2000           | 16     | 17       | Papua-Nova Guiné |
| 1995 | X     | Papeete      | / French Polynesia | 25 de agosto – 5 de setembro  | 2000           | 12     | 25       | Nova Caledónia   |
| 1999 | XI    | Santa Rita   | Guam               | 29 de maio – 12 de junho      | 3000+          | 21     | 22       | Nova Caledónia   |
| 2003 | XII   | Suva         | Fiji               | 28 de junho – 12 de julho     | 5000           | 22     | 32       | Nova Caledónia   |
| 2007 | XIII  | Apia         | Samoa              | 25 de agosto – 8 de setembro  | 5000           | 22     | 33       | / Nova Caledónia |
| 2011 | XIV   | Nouméa       | Nova Caledônia     | 27 de agosto – 10 de setembro | 4300           | 22     | 27       | Nova Caledônia   |
| 2015 | XV    | Port Moresby | Papua-Nova Guiné   | 4–18 de julho                 | 3700           | 24     | 28       | Papua-Nova Guiné |
| 2019 | XVI   | Apia         | Samoa              | 8–20 de julho                 | 3500           | 24     | 26       | Nova Caledônia   |
| 2023 | XVII  | Honiara      | Ilhas Salomão      | por determinar                | por determinar | 24     | 24       |                  |

## Minijogos do Pacífico
Os Minijogos do Pacífico são um evento multiesportivo realizado desde 1981 entre pequenas nações da Oceania que não teriam chances em competições de nível mais alto.

### Edições
Estas são as edições dos Jogos:
- 1981 –  Honiara, Ilhas Salomão
- 1985 –  Rarotonga, Ilhas Cook
- 1989 –  Nuku'alofa, Tonga
- 1993 –  Port Vila, Vanuatu
- 1997 –  Pago Pago, Samoa Americana
- 2001 –  Kingston, Ilha Norfolk
- 2005 –  Koror, Palau
- 2009 –  Rarotonga, Ilhas Cook
- 2013 –  Mata-Utu, Wallis e Futuna
- 2017 –  Port Vila, Vanuatu
- 2022 –  Saipan, Ilhas Marianas do Norte

## Qualificação para a Copa do Mundo FIFA
Pela primeira vez em 2007, os Jogos do Pacífico fizeram parte da qualificação para a Copa do Mundo de futebol.
Até os Jogos do Pacífico de 2007, eram aceitas participações apenas das equipes associadas à Confederação de Futebol da Oceania, excluindo equipes como a Micronésia ou Tuvalu, ou membros provisórios da NF-Board, como o Kiribati.

## Quadro de medalhas geral
O quadro de medalhas geral embora não oficial ele soma as medalhas ganhas por cada país em todas as edições dos jogos.
O Comitê Olímpico da Oceania não utiliza o quadro de medalhas oficialmente por considerar que a competição tem fins apenas amistosos e não competitivos.
NOTA: Quadro geral atualizado após a edição de 2015.
| Jogos do Pacífico | Jogos do Pacífico                     | Jogos do Pacífico | Jogos do Pacífico | Jogos do Pacífico | Jogos do Pacífico |
| ----------------- | ------------------------------------- | ----------------- | ----------------- | ----------------- | ----------------- |
| Pos               | Países                                | Gold              | Silver            | Bronze            | Total             |
| 1                 | Nova Caledônia                        | 837               | 673               | 585               | 2095              |
| 2                 | Polinésia Francesa                    | 485               | 413               | 437               | 1335              |
| 3                 | Papua-Nova Guiné                      | 432               | 339               | 404               | 1175              |
| 4                 | Fiji                                  | 419               | 505               | 430               | 1354              |
| 5                 | Samoa (incluindo Samoa Ocidental)     | 184               | 152               | 157               | 493               |
| 6                 | Nauru                                 | 81                | 51                | 30                | 162               |
| 7                 | Guam                                  | 62                | 91                | 122               | 275               |
| 8                 | Tonga                                 | 45                | 55                | 82                | 182               |
| 9                 | Samoa Americana                       | 44                | 43                | 74                | 161               |
| 10                | Ilhas Cook                            | 25                | 43                | 55                | 123               |
| 11                | Wallis e Futuna                       | 23                | 36                | 77                | 136               |
| 12                | Austrália                             | 17                | 19                | 11                | 47                |
| 13                | Ilhas Salomão                         | 16                | 48                | 87                | 151               |
| 14                | Estados Federados da Micronésia       | 16                | 16                | 11                | 43                |
| 15                | Vanuatu (incluindo Novas Hébridas)    | 14                | 41                | 65                | 120               |
| 16                | Palau                                 | 9                 | 14                | 10                | 33                |
| 17                | Ilha Norfolk                          | 5                 | 13                | 17                | 35                |
| 18                | Kiribati (incluindo Gilbert e Ellice) | 5                 | 11                | 20                | 36                |
| 19                | Ilhas Marianas do Norte               | 4                 | 12                | 12                | 28                |
| 20                | Tokelau                               | 3                 | 2                 | 1                 | 6                 |
| 21                | Nova Zelândia                         | 1                 | 9                 | 10                | 20                |
| 22                | Tuvalu                                | 1                 | 1                 | 4                 | 6                 |
| 23                | Ilhas Marshall                        | -                 | 3                 | 11                | 14                |
| 24                | Niue                                  | -                 | 2                 | 7                 | 9                 |